# Лев и заяц
«Лев и за́яц» — советский рисованный мультипликационный фильм, поставленный по басне «Сказка о зайце и льве» народного поэта Дагестана Гамзата Цадасы и снятый режиссёром Борисом Дёжкиным на студии «Союзмультфильм» в 1949 году.

## Краткое содержание
Действие мультфильма происходит в оазисе. Звери, разглядывая колодец, обнаруживают, что вода их отражает. Мартышка даже чуть не гибнет, пытаясь поругаться со своим отражением. Тем временем выходит на охоту лев, догоняет и убивает взрослую зебру. Звери утешают осиротевшего детёныша зебры. Лев, по совету змеи, приказывает, чтобы звери в дальнейшем сами приходили ему на обед.
Оставшиеся звери (жираф, страус, кенгуру, мартышка, заяц и детёныш зебры) на жеребьёвке выбирают жертву. Им оказывается детёныш зебры, но звери не хотят отдавать его льву. В жертву себя предлагает отдать страус, но у зайца возникает идея получше.
Заяц рассказывает льву, что вёл к нему большого кабана, но по дороге кабана у него отобрал другой лев. В доказательство он приводит льва к колодцу, в котором якобы и обитает другой лев. Лев видит своё отражение в воде, грозит ему расправой (эхо отвечает угрозами), прыгает в колодец и тонет. Звери радуются.

## Над фильмом работали
- Сценарий: Роман Фатуев
- Режиссёры:
  - Борис Дёжкин
  - Геннадий Филиппов
- Композитор: Юрий Левитин
- Художник-постановщик: Георгий Позин
- Оператор: Елена Петрова
- Звукооператор: Н. Бажанов
- Художники-мультипликаторы:
  - Дмитрий Белов
  - Михаил Ботов
  - Фаина Епифанова
  - Борис Степанцев
  - Валентин Лалаянц
  - Фёдор Хитрук
  - Вячеслав Котёночкин
- Художники-декораторы:
  - Елена Танненберг
  - Дмитрий Анпилов
  - В. Завилопуло
- Ассистент художника: В. Нечаева
- Ассистент режиссёра: Е. Новосельская

### Роли озвучивали
- Озвучивание — оригинал (в титрах не указан):
  - Сергей Мартинсон — Заяц
  - Леонид Пирогов — Лев
- Озвучивание 2001 года:
  - Юльен Балмусов — Лев
  - Владимир Конкин — Змея
  - Борис Токарев — Страус
  - Александр Котов — Заяц
  - Виталий Ованесов — Отражение Льва
  - Ирина Маликова — Обезьяна

## Реставрация
В 2001 году мультфильм в числе ряда других был отреставрирован и заново озвучен компаниями ООО «Студия АС» и ООО «Детский сеанс 1». В новой версии была полностью заменена фонограмма, к переозвучиванию привлечены современные актёры, в титрах заменены данные о звукорежиссёре и актёрах озвучивания. Отвечая на вопросы телезрителей, директор «Союзмультфильма» Акоп Гургенович Киракосян выразил крайне негативное отношение к этим действиям и заявил, что киностудия «Союзмультфильм» не имеет к ним отношения.